# 广东人民抗日解放军司令部
广东人民抗日解放军司令部，也称广东人民抗日解放军司令部驻地旧址、原励英学校，位于中国广东省江门市恩平市蓈底圩，为恩平市的一个市级文物保护单位，类型为近现代重要史迹及代表性建筑，公布时间为1984年。

## 概述
1945年10月，广东人民抗日解放军在萌底整训，部队司令部及所属机关驻扎在励英学校。在此期间，中区地委和部队司令部还在此召开了团级、地方党组织县以上干部代表会议，传达贯彻中共广东区委关于“对广东长期坚持斗争的工作部署”及有关工作、军事方面的总结，选举了中区特委，罗范群、刘田夫等分别为书记、副书记。同年10月22日，广东国民党当局派遣重兵进攻广东人民抗日解放军驻地。广东人民抗日解放军奋起反抗，激战整日，后利用深夜突围脱险。
原励英学校，座西向东，靠近朗底河边。1929年建成，为水泥、砖瓦结构。建筑面积约384平方米，前后座均为二层楼房，高5.4米左右，为一层课室，是抗日战争时期广东人民抗日解放军司令部驻扎过的地方。1984年7月，恩平县人民政府公布该处为县级重点文物保护单位。1995年被定为江门市爱国主义教育基地。